# マンハイム市立美術館
マンハイム市立美術館(マンハイムしりつびじゅつかん、ドイツ語: Kunsthalle Mannheim)は、ドイツマンハイムにある現代美術の美術館である。
1907年に設立された。

## 主なコレクション

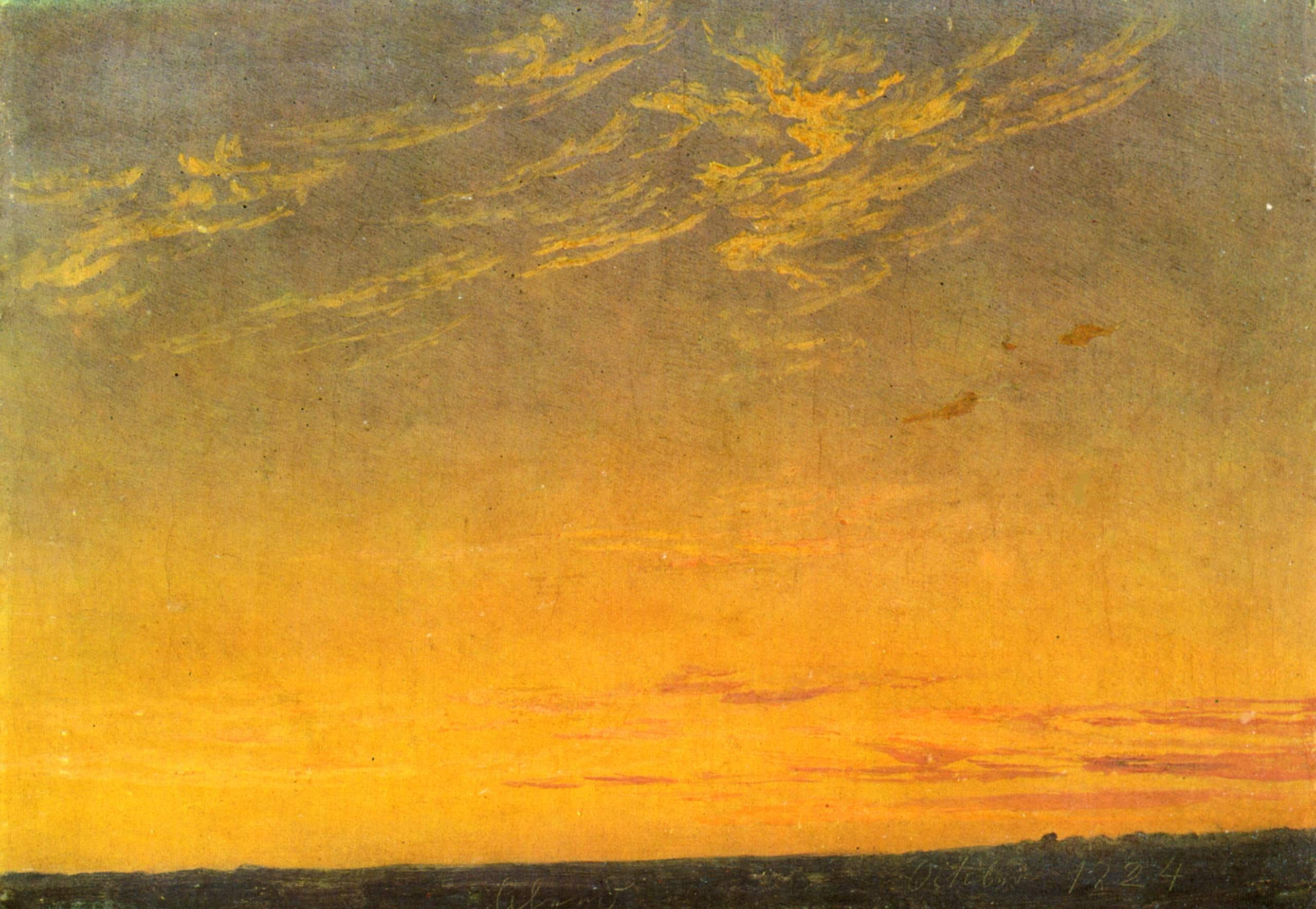
カスパー・ダーヴィト・フリードリヒ, Evening with clouds, 1824
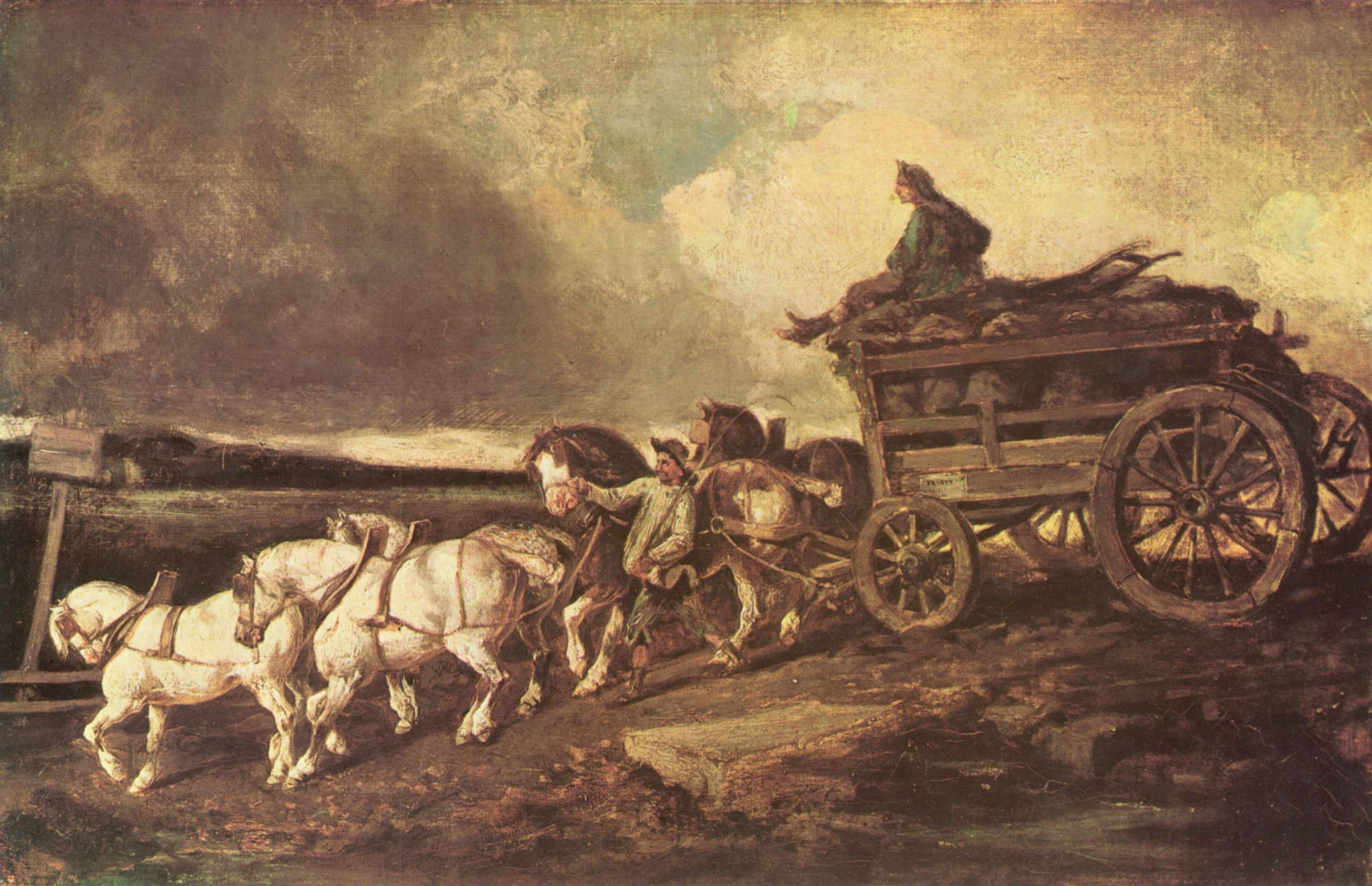
テオドール・ジェリコー, 1821-2
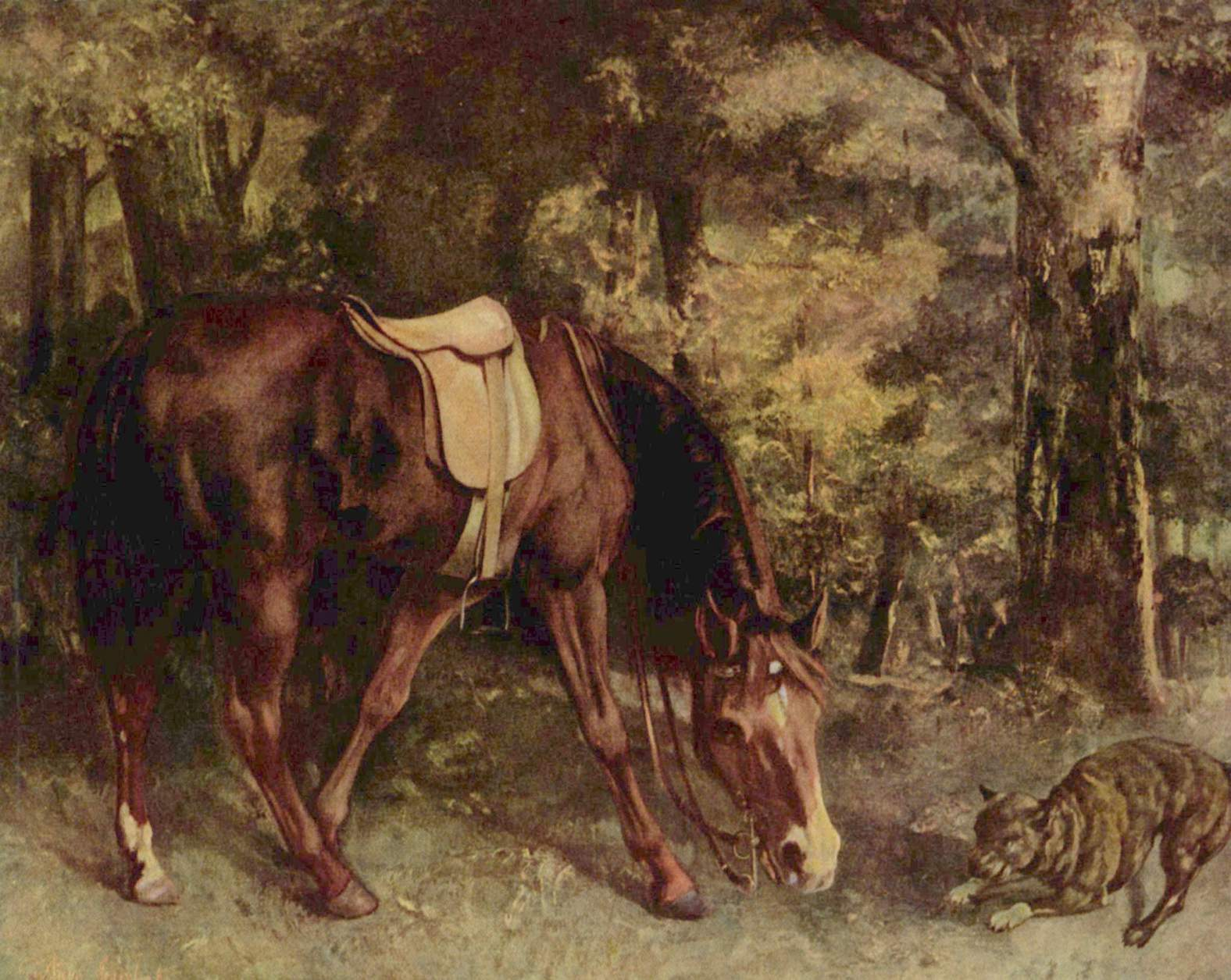
ギュスターヴ・クールベ, 1863
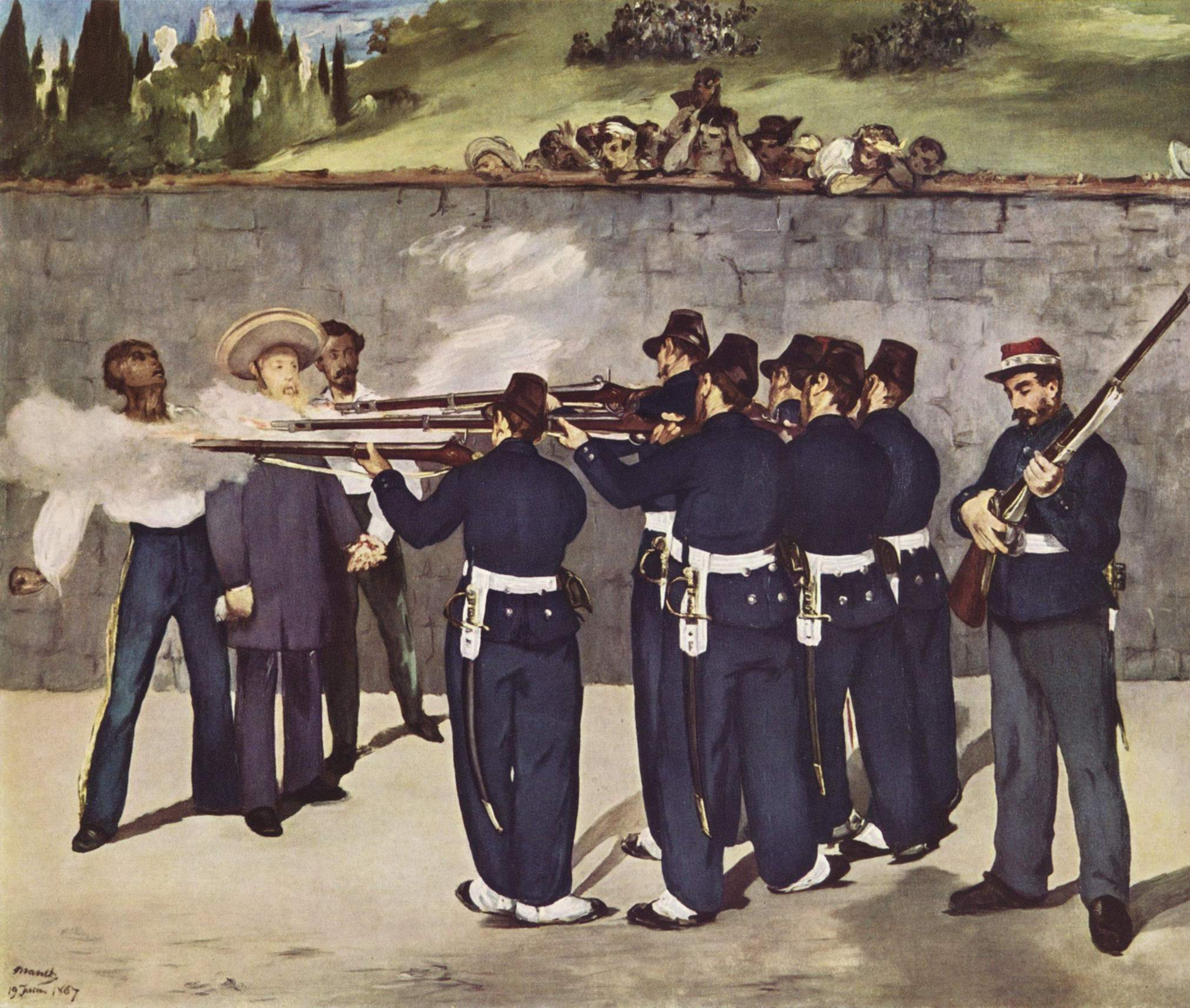
エドゥアール・マネ, 皇帝マキシミリアンの処刑(The Execution of Emperor Maximilian), 1868-9
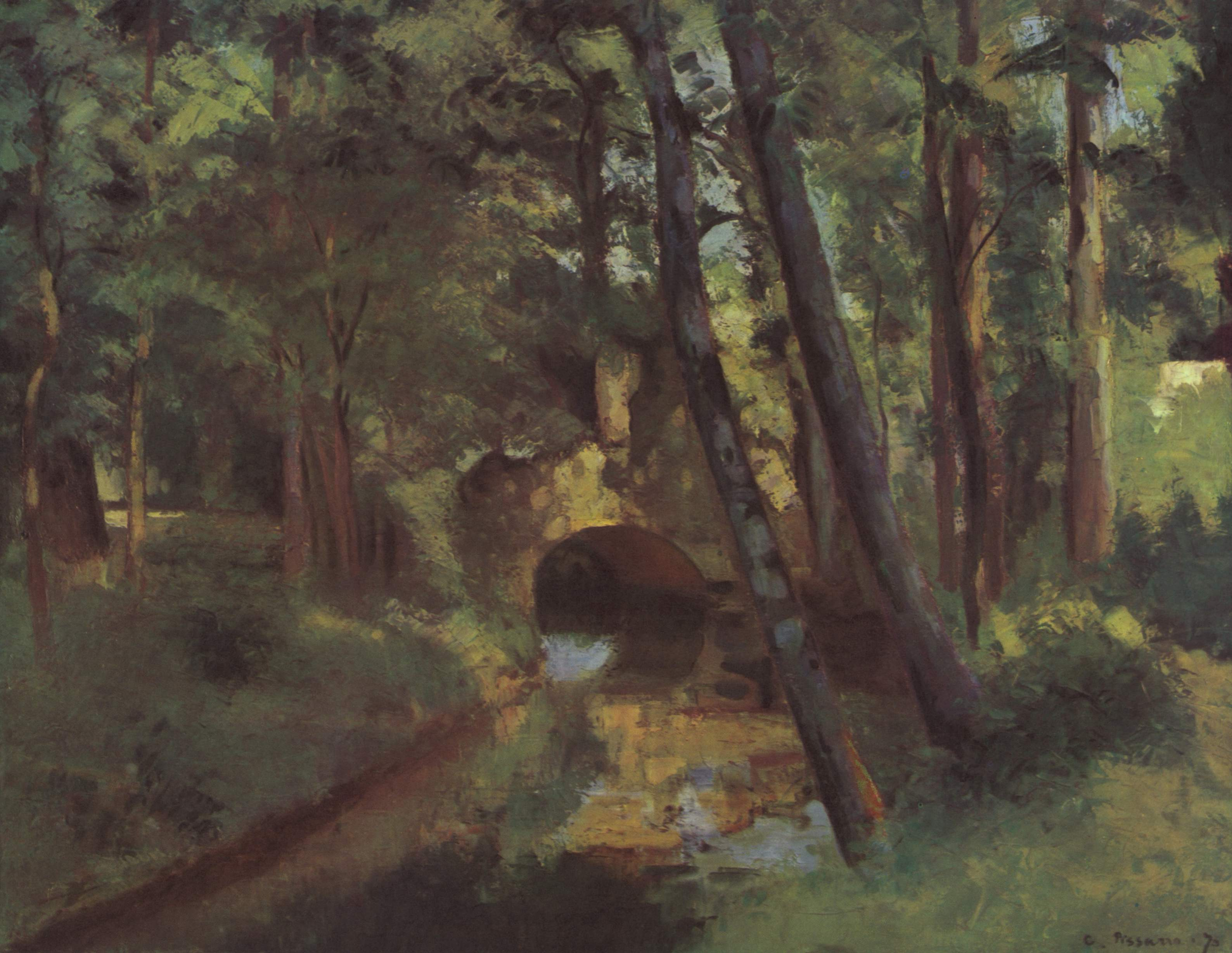
カミーユ・ピサロ, 1875
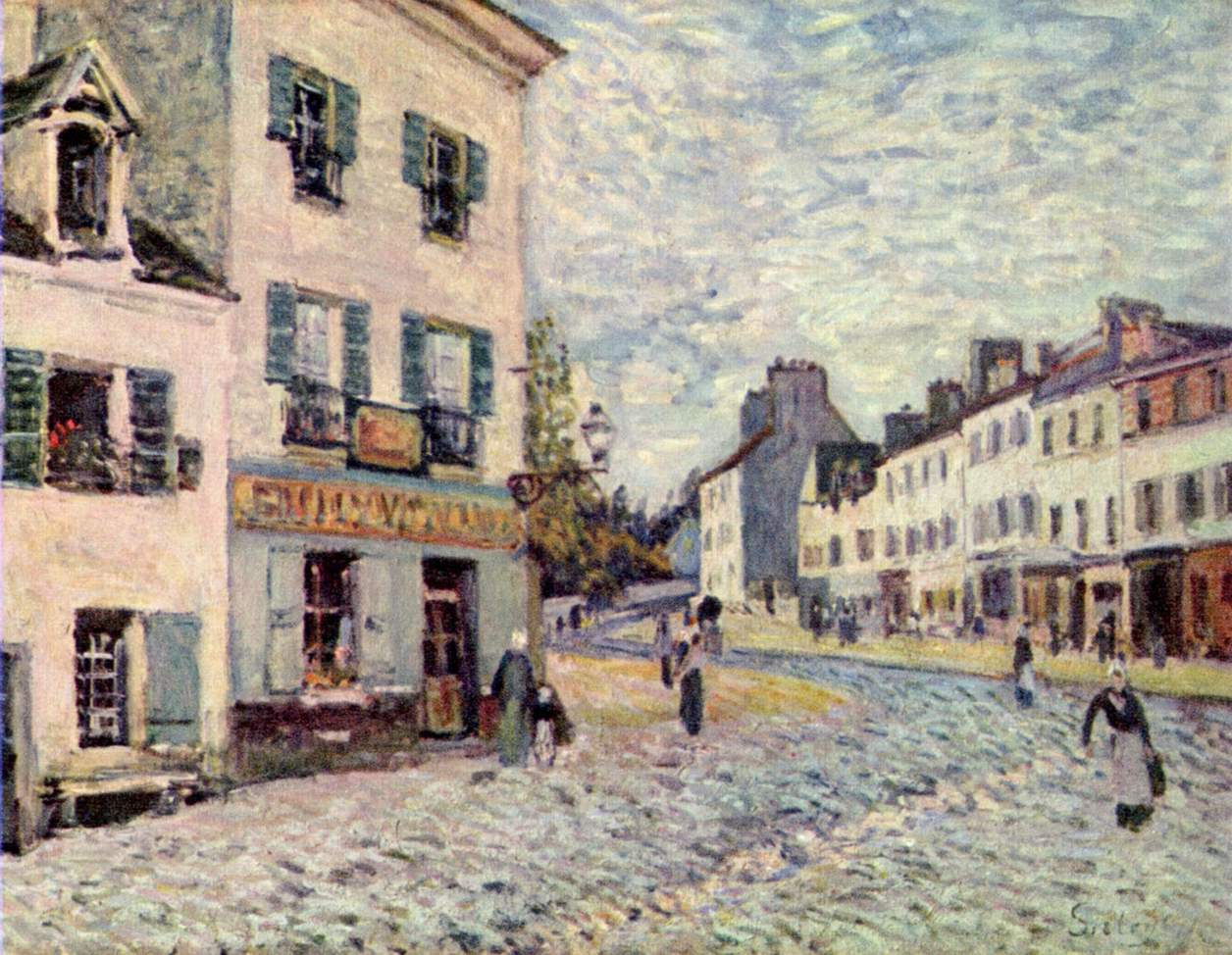
アルフレッド・シスレー, Street in Marly, 1876
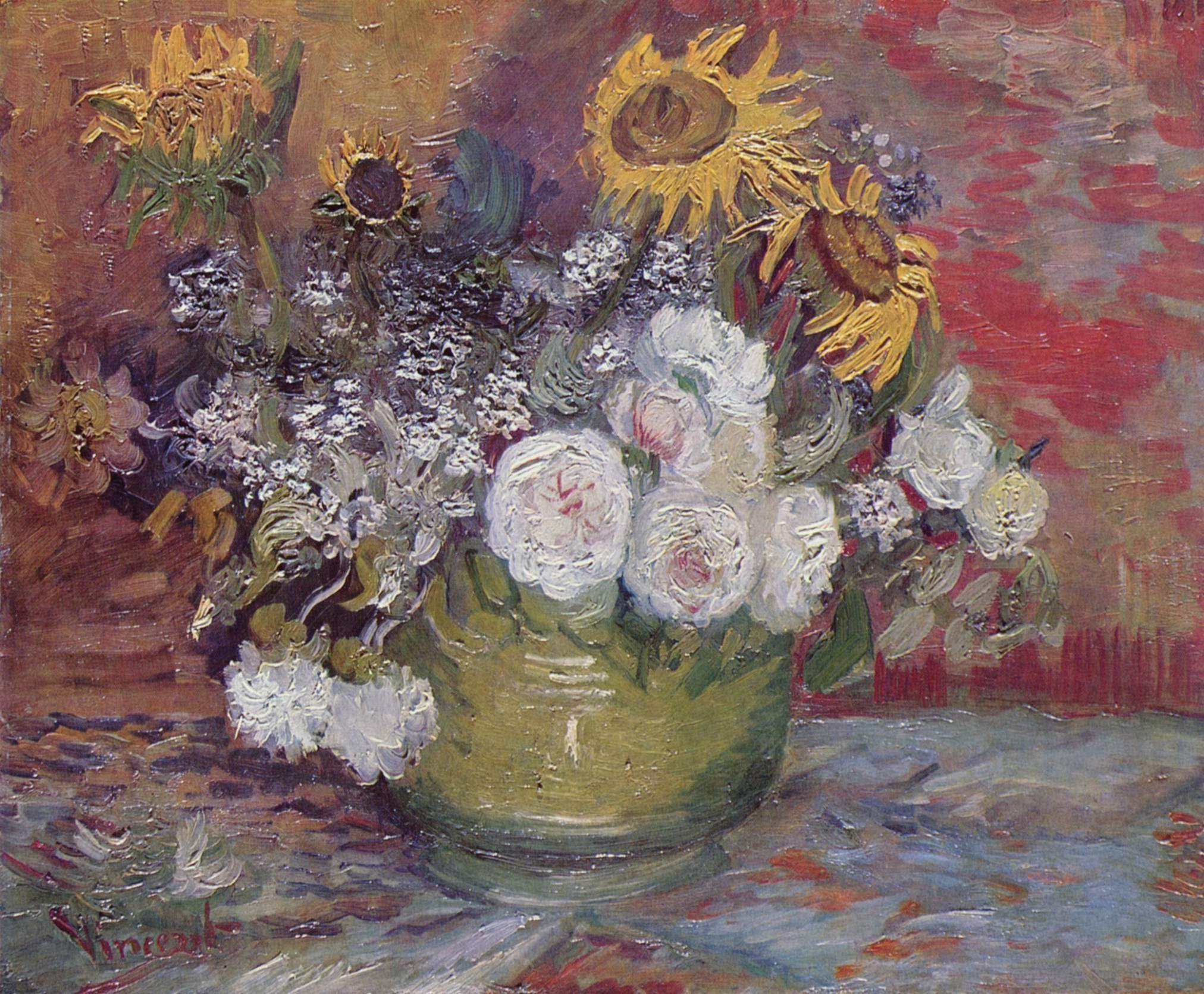
フィンセント・ファン・ゴッホ, ひまわり、バラその他の花々のある器(Roses and Sunflowers), 1886
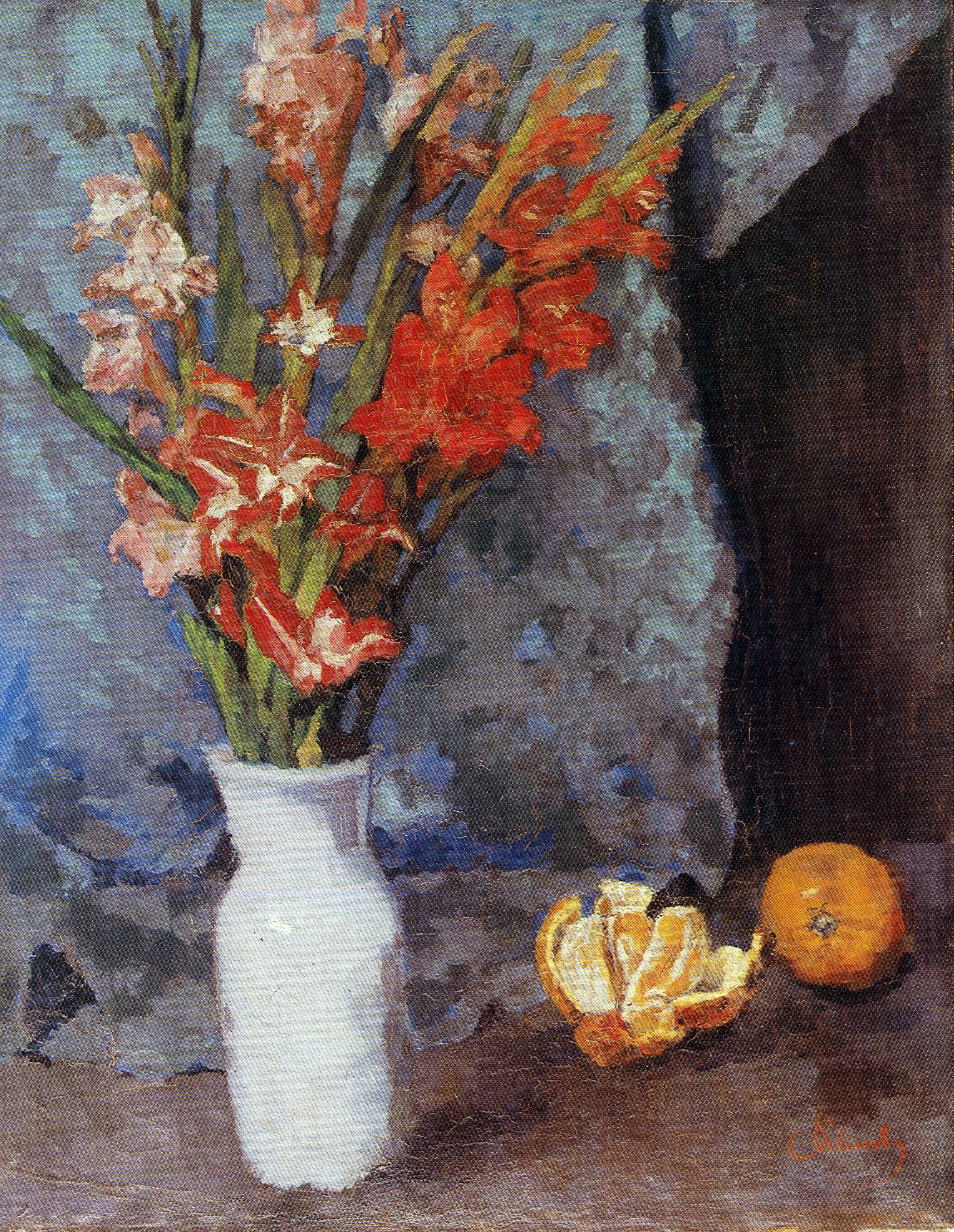
カール・シューフ, Gladioli and Oranges, c. 1890